# Golfclub (gereedschap)

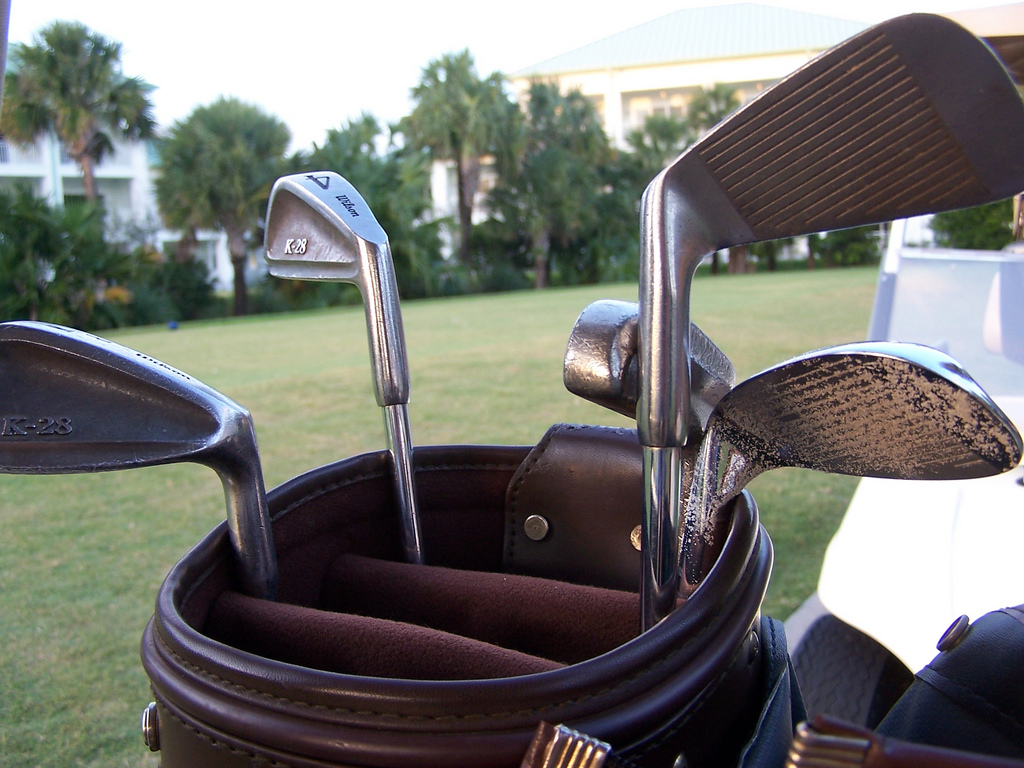
Verschillende golfclubs

De golfclub is een van de essentiële benodigdheden in het golfspel. Een golfer slaat met een van zijn clubs tegen de golfbal en probeert met zo weinig mogelijk slagen zijn bal in de hole te krijgen.
Volgens de spelregels mag een golfer veertien verschillende golfclubs meenemen. Eén daarvan is de putter. De andere dertien clubs zijn onderling verschillend, en zullen met een identieke golfswing de bal een verschillende afstand slaan. Als de speler weet hoe ver hij nog moet slaan, zal hij daarvoor een bijpassende club uitzoeken.

## Anatomie van de club

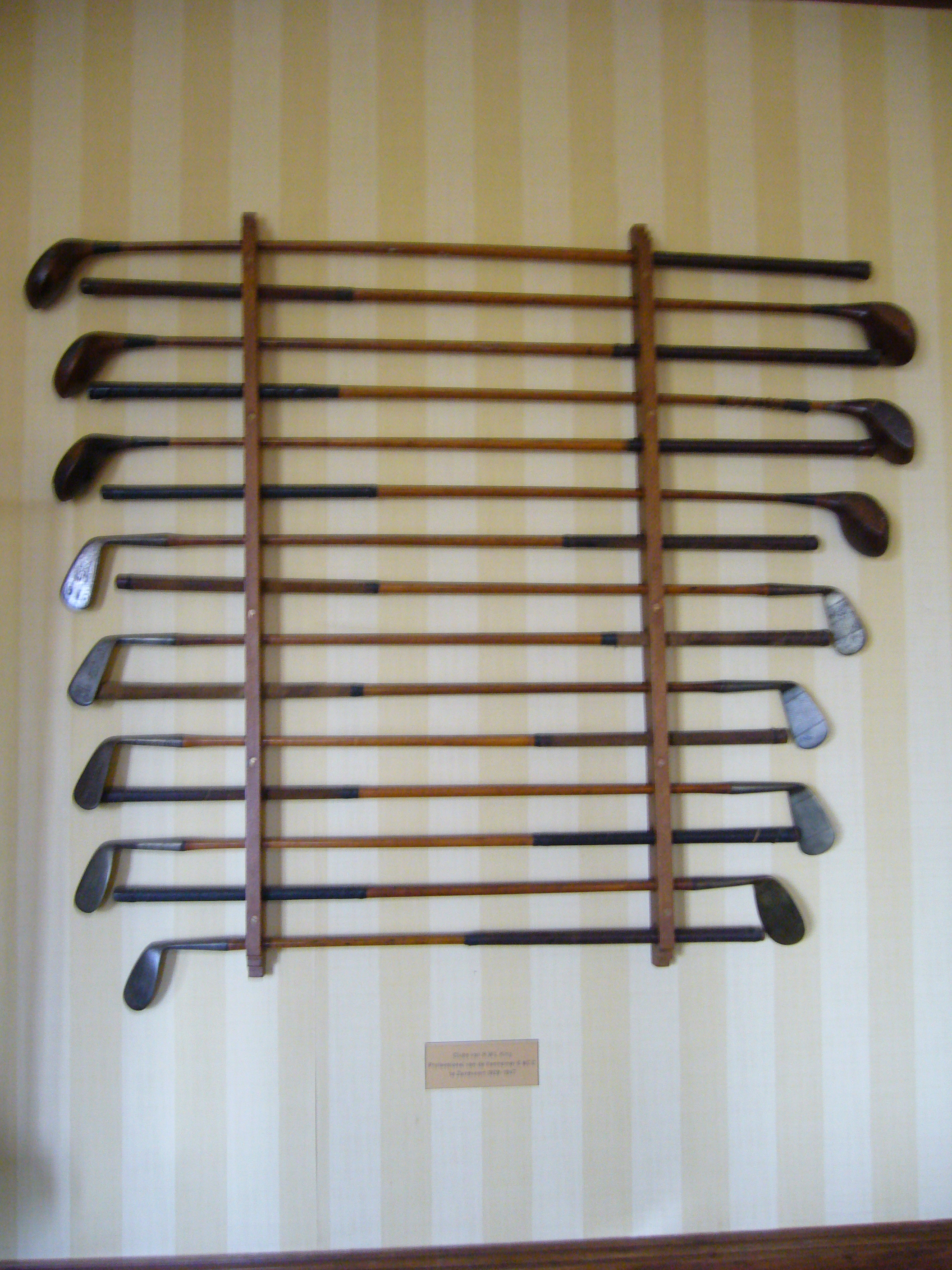
Golfclubs met houten shaft. Ca. 1940

Een golfclub bestaat uit verschillende delen die alle invloed uitoefenen op de slag van de bal. De club is in te delen in drie delen: de grip, de shaft en het clubhoofd.

### Grip
De grip is het bovenste deel van een golfclub waar de club met de handen vastgehouden wordt. Er zijn verschillende soorten grips.
- Leren grips zijn gemaakt van natuurlijk leer. Deze zijn het duurst en ze zijn minder waterbestendig.
- Synthetisch leren grips. Deze zijn minder duur dan de echt leren grips, maar hebben wel dezelfde eigenschappen.
- Rubberen grips. Grips gemaakt van rubber zijn het goedkoopst en gaan het langst mee. Ze zijn waterbestendig en zijn makkelijk op de club te installeren.

### Shaft
De shaft is het middelste gedeelte van de golfclub en verbindt de grip met het clubblad. De meeste shafts worden tegenwoordig van staal of grafiet gemaakt maar vroeger waren ze van hout, vandaar dat men vroeger sprak van een golfstok. 
Arthur Knight vroeg op 22 november 1910 patent aan op stalen shafts. Pas in 1926 keurde de Amerikaanse Golf Associatie (USGA) het gebruik van stalen shafts goed.
Hoe langer de shaft is, hoe groter de afstand is die met de golfclub bereikt kan worden.

### Clubhoofd
Het clubhoofd is het onderste gedeelte van de golfclub. Het clubblad is het gedeelte van de club dat de bal daadwerkelijk raakt, het is er in verschillende vormen en grootten en heeft een groot effect op de vlucht van de bal. De meeste clubbladen zijn gemaakt van hout, staal of titanium. Een clubblad bestaat uit de volgende delen:
ClubfaceDe clubface is het deel dat de bal raakt. Het heeft een centraal gedeelte, de "sweetspot", waarbij het balcontact optimaal is en de bal zijn juiste richting en snelheid meekrijgt. Het raken van de bal met een ander deel van de clubface zorgt voor "off-centre hits" en zal ervoor zorgen dat de bal minder ver gaat en meer kans heeft in een andere richting op te gaan dan de gewenste. Een voorbeeld hiervan is een shank of een getopte bal.
Toe and Heel (teen en hak)De hak is het deel dat is bevestigd met de shaft, het andere einde noemt men de teen.
Sole (zool)Dit is het gedeelte van het clubblad dat op de grond rust. De vorm van de zool is afhankelijk van welke club het is. De zool van de driver is breed en vlak omdat de kop zo groot is.
GroevenHet clubblad heeft horizontale groeven die ervoor zorgen dat de bal 'spin' krijgt. Meer spin zorgt ervoor dat de bal hoger vliegt en minder rolt wanneer de bal landt.

### Extra's
Een golfclub heeft veel eigenschappen en extra's die de slag beïnvloeden in de zin van spin en vlucht van de bal. De spin en vlucht zijn belangrijke punten waar men op moet letten bij de keuze van de club in een bepaalde situatie. Elke club is gemaakt met verschillende graden loft, andere lengte en soms zelfs verschillende groeven. b.v. V-groeven op de langere clubs en U-groeven op de kortere clubs.
Groevenzoals hierboven uitgelegd geven de groeven onder alle omstandigheden(lang en nat gras) meer grip op de bal en dus backspin aan de bal; ze zorgen ervoor dat de bal beter vliegt en minder rolt bij de landing.
LoftDe loft is het aantal graden dat het clubblad schuin staat ten opzichte van de steel (shaft). Hoe schuiner het slagvlak van de club, hoe hoger de bal vliegt en dus minder rol heeft bij de landing. Clubs met een lange shaft en minder loft resulteren in een laagvliegende bal die langer doorrolt na de landing.
Liede hoek die het clubblad maakt met de stok waardoor het handvat hoger of lager ten opzichte van de grond uitkomt. Dit is onder meer afhankelijk van het postuur en de armlengte van de speler.
GewichtHet gewicht van de golfclub hangt af van de grootte en het materiaal dat gebruikt is. Sommige golfspelers geven de voorkeur aan zwaardere clubs omdat ze een beter gevoel van controle geven. Andere geven de voorkeur aan lichtere clubs zodat ze met minder inspanning een hogere clubsnelheid kunnen maken. Zwaardere clubs zorgen echter wel voor een grotere impact op de bal tijdens de slag.
VolumeTegenwoordig hebben veel koppen een vergroot volume. Het maximum voor een driver is 460cc. Het vergroot de "sweetspot" en vergemakkelijkt het juist raken van de bal. Men zegt dan dat de club vergevingsgezinder is voor buiten het midden geraakte ballen.
LengteDe lengte van de club verschilt per club en hangt ook af van de lengte van de speler.

## Welke clubs

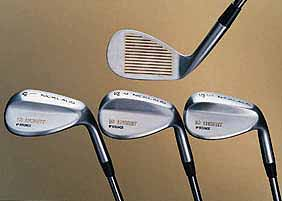
Enkele wedges

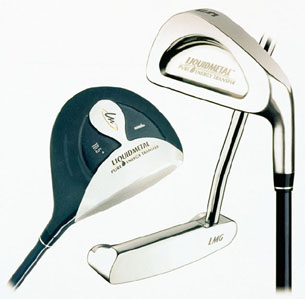
Houten, putter en een ijzer

In een golftas mogen tijdens een partij golf maximaal veertien clubs zitten. Dit zijn meestal drie houten (woods), negen ijzers en één putter.
De veertiende stok is dan naar keuze een trouble wood hybride of een lob wedge.

### Houten of Metal woods
Houten golfclubs worden houten genoemd omdat ze daar vroeger van gemaakt werden; tegenwoordig worden ook deze van staal of titanium gemaakt. Een standaard golftas bevat drie houten: een driver, een houten 3 en een houten 5. Houten zijn ontworpen voor de lange, minder accurate slagen. De driver is gemaakt voor de eerste slag vanaf de tee. De andere houten zijn ontworpen voor de slagen vanaf de fairway, daarom worden deze ook wel de fairway woods genoemd.
Hoger genummerde woods zijn nauwkeuriger en hebben meer loft, lagere nummers clubs slaan de golfbal verder met minder loft, dus minder hoog.
DriverEen driver is de grootste club die men in een golftas tegenkomt. Deze club heeft een loft van 8,5 tot 12,5 graden en kan de bal dus ook het verste slaan. De club wordt gebruikt op de tee om de bal zo ver mogelijk op de fairway te krijgen bij par 4 of 5 holes. Vanaf 1 januari 2008 is er een nieuwe regeling van toepassing voor drivers. Drivers met een COR boven de 0,83 of een volume van meer dan 460 cm³ worden verboden. Op de site van de The Royal and Ancient Golf Club of St Andrews staat een lijst van verboden en toegelaten drivers.
Fairway woodsDe Fairway Woods hebben een kleiner clubhoofd en meer loft dan de driver. Deze houten kunnen ook gebruikt worden bij de afslag, bijvoorbeeld bij kortere holes of om meer controle op de bal te houden. Er zijn meer houten beschikbaar, maar de houten 3 en 5 worden het meest gebruikt. De 3-Wood heeft een afstand van ongeveer 180 meter en de 5-Wood rond de 165 meter.

### IJzers
IJzers bestaan uit verschillende soorten Clubs, de IJzers nummer 3 tot en met 9, de Pitching Wedge, Gap wedge (of approach wedge), Sand Wedge en Lob wedge.
De IJzers zijn niet echt gemaakt van ijzer, maar meestal van staal of van een nog sterker metaal, namelijk Titanium.
IJzers zijn gemaakt voor korte en precieze golfslagen en hebben meer loft waardoor de golfbal hoger zal vliegen en minder zal rollen. De Shafts worden korter als het nummer van IJzers hoger wordt.
Er zijn twee types ijzers, een muscle back of een cavity back.
Muscleback ijzersOok wel Blade ijzers, zijn bolvormig achter het slagvlak.
Cavity back ijzersDeze hebben een dun blad met een uitholling aan de achterkant. Hierdoor is het gewicht verdeeld. De off-centre hits gaan dan toch nog vrij goed. De meeste ijzers zijn nu van het soort Cavity Back, waarmee meer controle en verfijning van de slagen mogelijk is. Het gewicht is meer verdeeld over het hele clubhoofd, in tegenstelling tot de Blades/Cast IJzers waarbij het gewicht meer achter het raakpunt met de bal is geplaatst.
Tegenwoordig zijn de ijzers die veel gebruikt worden de Cavity back irons. Dit zijn grotere en meer vergevingsgezinde clubs, dat wil zeggen dat ze ook nog goed slaan als de bal niet perfect wordt raakt.

#### Wedges
Ter aanvulling op de ijzers zijn er van veel merken verschillende wedges (schuine korte clubs) verkrijgbaar. De meeste van deze wedges hebben geen letter meer op de club staan maar hun aantal graden gaande van 52° tot 64°. De aanduidingen PW, SW en LW worden ook gebruikt.
Pitching wedgemet 48° loft. Voor de heel korte slagen, de zogenaamde approaches, voor ballen die dieper in de grond zitten en bij een slag vanaf een heel harde ondergrond, beter bekend als een Hardpan.
Gapwedgemet 52° loft. Ontworpen om het gat (gap) tussen de pitching wedge en de sand wedge te dichten.
Sand wedgemet 56° loft. Speciaal ontworpen voor slagen uit de bunker of andere lastigere situaties. De bal zie je van boven nog wel, maar is rondom omgeven door zand. Dit is met een standaardlengte van 90 centimeter de kortste club in de golftas.
Lobwedgemet 60° loft. Om de golfbal nog hoger te laten gaan.

### Hybride
Deze clubs kunnen een wood 1/2/3/4 en ijzer 5/7/9 vervangen. De hybrideclubs zijn preciezer dan een wood maar makkelijker dan een lang ijzer. Ze hebben meestal geen nummer maar het aantal graden erop staan. Een bekende hybride club is de Recue (Taylor Made)

### Putter

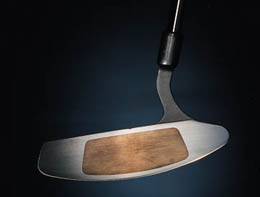
Putter

De putter is de laatste club die wordt gebruikt op de green. Het putten is een combinatie van verschillende vaardigheden, zoals het goed inschatten van de hellingshoek van de green, het zogenoemde "lezen van de green" en het geven van exact de juiste richting en snelheid aan de bal. Putters hebben twee tot drie graden loft en de steilste positie van de shaft ten opzichte van de andere clubs. De speler staat tijdens het putten dichter bij de bal en legt de grip van de club meer diagonaal in de handpalm.
De standaardlengte van een putter is 35 inch voor heren. Tegenwoordig zie je ook heel lange putters, die bij het adresseren tegen de kin, borstkas of in de navel worden gedrukt. Veel pro's zweren hier al jaren bij maar het vergt net als bij een "normale" putter veel oefening. 
Putters zijn over het algemeen van een zachter metaal gemaakt dan de andere golfclubs, waardoor ze kwetsbaarder zijn voor doorbuiging en breuk.
Putters kunnen globaal verdeeld worden in Mallet Putters en Blade Putters.
Mallet PuttersHalfrond gevormd, een halve tennisbal. Ze hebben een ronde achterkant en een grote en platte onderkant, de sole. Mallet Putters zijn meer vergevingsgezind voor kleine misslagen.
Blade PuttersRechthoekig gevormd en hebben rechtere hoeken. Blade Putters zijn makkelijker te richten, maar zodra iets buiten het perfecte raakpunt wordt geslagen zal de bal de hole al sneller missen.